# Росс, Бетси

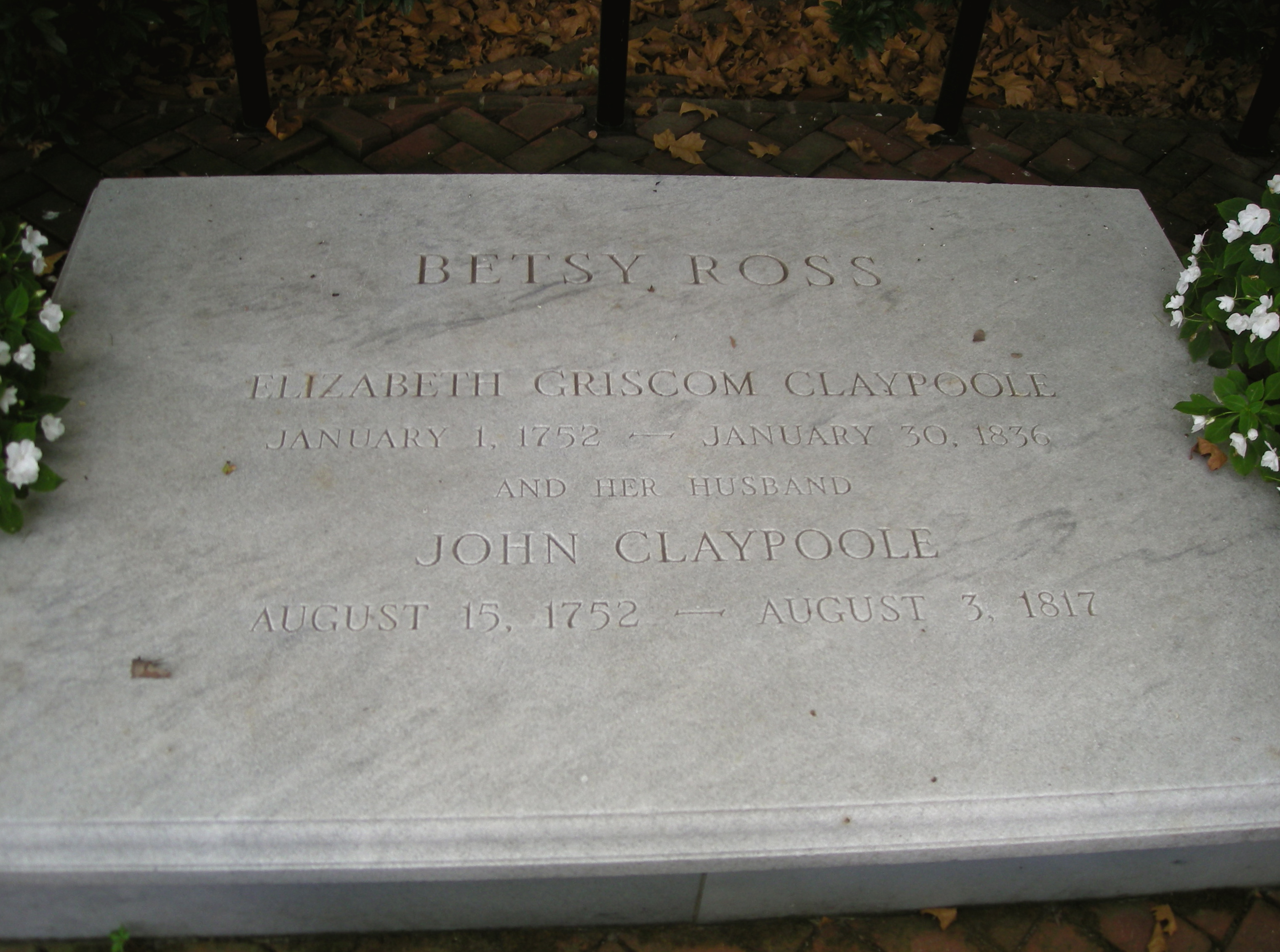
Надгробие в доме Бетси Росс.

Бе́тси Росс (англ. Betsy Ross), урождённая Элизабет Гриском (англ. Elizabeth Griscom, 1 января 1752 — 30 января 1836), — филадельфийская швея, которая, согласно легенде, сшила первый американский флаг.

## Ранние годы
Элизабет «Бетси» Гриском родилась 1 января 1752 года в Филадельфии, штат Пенсильвания, и была восьмым ребёнком в семье из 17 детей. Её родители, Сэмюэл и Ребекка Гриском, принадлежали к «Обществу Друзей» (квакерам), поэтому в их доме царила атмосфера строгой дисциплины. Бетси научилась вышивке у своей двоюродной бабушки Сары Гриском.

## Первый брак
По окончании квакерской школы отец Бетси отдал её в ученицы драпировщику Уильяму Уэбстеру. На этом поприще она влюбилась в Джона Росса, сына помощника пастора епископальной Церкви Христа в Филадельфии. В ноябре 1773 года 21-летняя Бетси и её возлюбленный сбежали из города в Нью-Джерси, где вскоре поженились. Замужество стало причиной её окончательного разрыва с семьёй, поскольку квакерство отвергало межконфессиональные браки. Молодая пара вскоре основала свой собственный драпировочный бизнес. Детей у Бетси и Джона не было.
С началом Американской революции финансовое состояние супругов сильно пошатнулось, поскольку количество заказов резко сократилось. Джон Росс вступил в пенсильванское ополчение и погиб в январе 1776 года во время взрыва на складе боеприпасов.

## Легенда об американском флаге

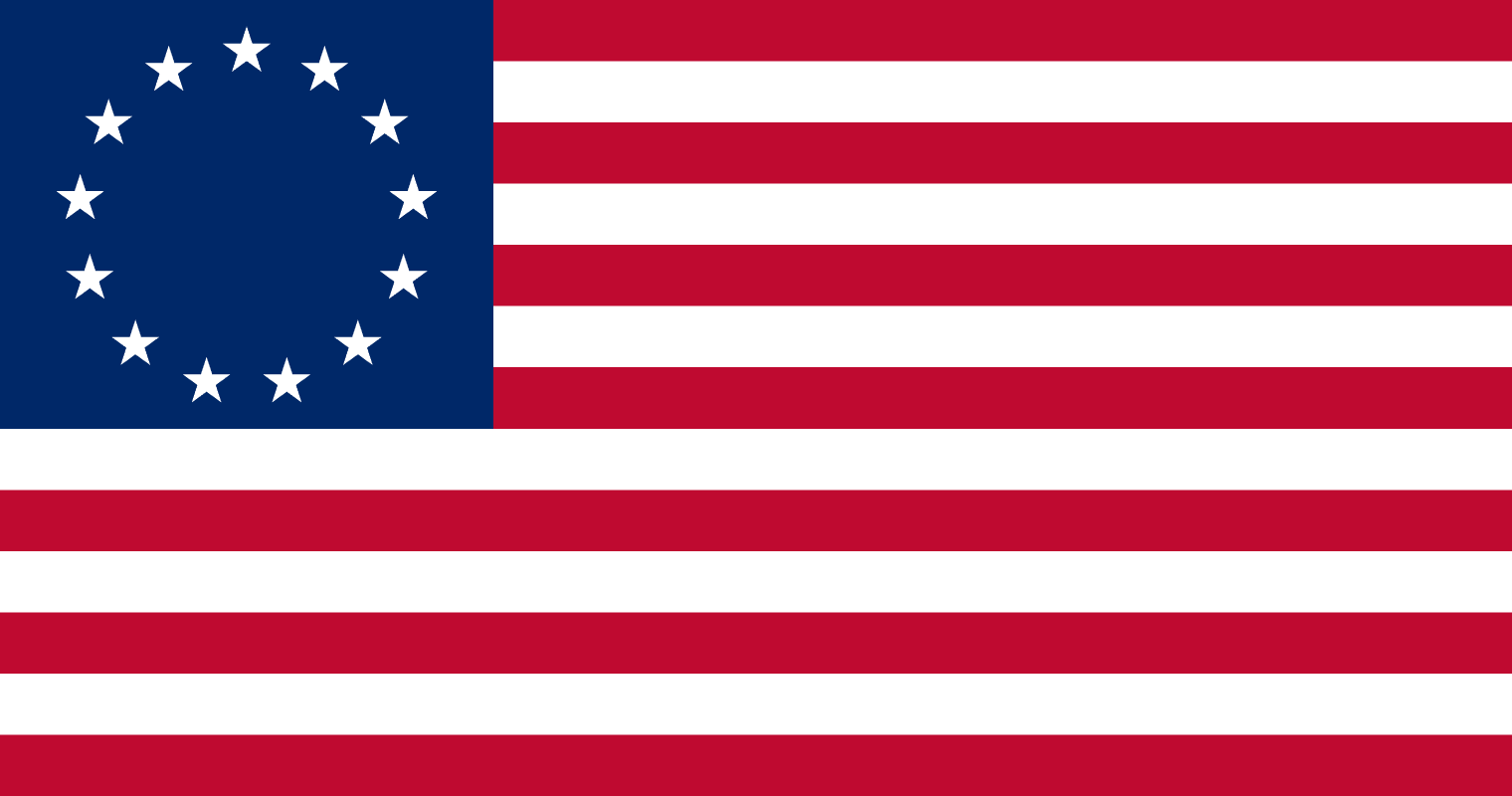
13-звёздочный флаг США, сшитый, как гласит легенда, Бетси Росс

Согласно преданию, в июне 1776 года Бетси Росс была приглашена на совещание с участием президента США Джорджа Вашингтона, финансиста Джорджа Росса и полковника Роберта Морриса, приходившегося её покойному мужу дядей. На заседании ей был представлен проект флага США, который необходимо было исполнить к грядущему провозглашению независимости. Изначальный эскиз флага предполагал шестиугольные звёзды, которые представлялись более простыми для шитья. Но Бетси предложила изобразить звёзды пятиконечными и в качестве доказательства своего мастерства вырезала подобные звёзды ножницами. Под впечатлением от увиденного комитет принял её предложение.
На сегодняшний день не было представлено никаких документальных подтверждений этого заседания, а информация о нём была основана исключительно на устных рассказах. Поэтому история о вышивке первого американского флага Бетси Росс считается легендой. Некоторые историки считают, что ключевую роль в создании первого флага США сыграл Фрэнсис Хопкинсон — один из деятелей, подписавших Декларацию независимости.

## Последующая жизнь
В 1777 году Бетси Росс вышла замуж за капитана Джозефа Эшбёрна; у семейной пары было двое детей. Её третьим мужем стал Джон Клэйпул — старый друг, поведавший ей о смерти в британской тюрьме Эшбёрна. У четы родилось пять дочерей. Бетси пережила и своего третьего мужа: он скончался в 1817 году после продолжительной болезни. Его вдова продолжила драпировочное дело, к тому времени включавшее в себя также изготовление флагов.

## Смерть и похороны
Умерла Бетси Росс 30 января 1836 года в возрасте 84 лет. Тело Росс было впервые предано земле на месте захоронения свободных квакеров на Пятой Северной улице в Филадельфии. В 1856 году останки Росс и её третьего мужа были перенесены на кладбище Маунт-Мориа. «Дочери американской революции» установили флагшток на месте ее могилы в память о ней.
В 1975 году, в рамках подготовки к двухсотлетию Америки, городские власти распорядились перенести останки во двор дома Бетси Росс. Однако работники кладбища не обнаружили никаких останков под её надгробием. Кости, найденные в другом месте на семейном участке, считались принадлежащими ей и были перезахоронены на внутреннем дворе дома Бетси Росс.